# アメリカシラネワラビ
アメリカシラネワラビ（学名：Dryopteris intermedia）は、オシダ科に属する薄嚢シダ類の1種。

## 特徴

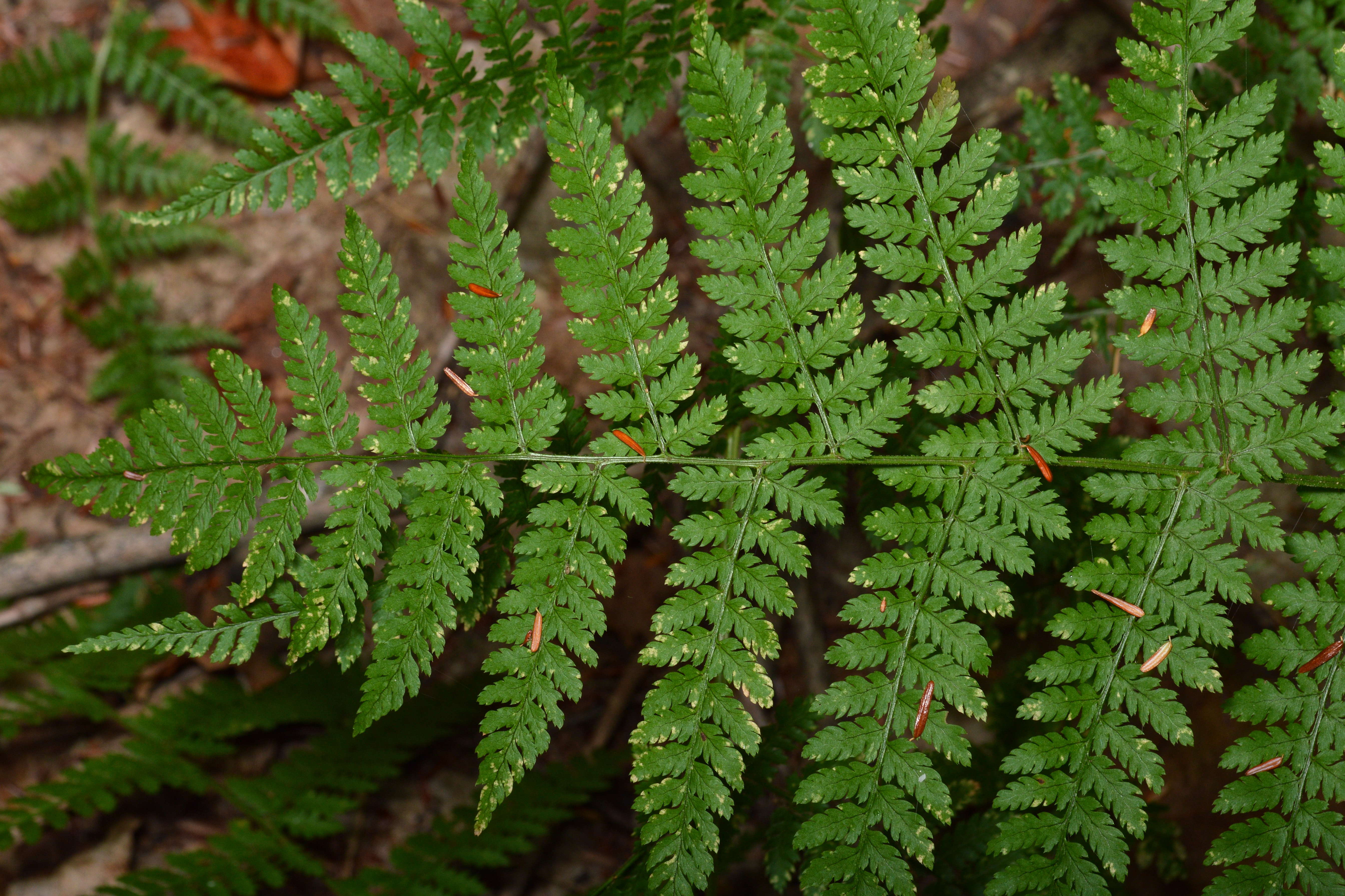
本種の葉。

30–90 cm（センチメートル）ほどの羽状複葉が束生する。円形の胞子嚢群には、包膜がある。日本在来種のシラネワラビ Dryopteris expansa と比べて、葉身や羽片の幅が狭い。

## 分布
北アメリカ東部を原産地とする。
基準亜種 D. intermedia subsp. intermedia はカナダ、サンピエール島・ミクロン島、アメリカ合衆国に分布する。亜種 D. intermedia subsp. azorica はアゾレス諸島、亜種 D. intermedia subsp. maderensis はマデイラ諸島に、それぞれ分布する固有亜種である。
日本では2003年に岡山県備前市で確認されている。